# Michael Kreißl
Michael Kreißl (* 13. November 1958; † 7. November 2004) war ein österreichischer Politiker (FPÖ). Er war Wiener Gemeinderat, FPÖ-Landesparteisekretär sowie Floridsdorfer FPÖ-Bezirksparteiobmann.
Als Vorsitzender der FP-nahen Arbeitsgemeinschaft Unabhängiger und Freiheitlicher (AUF) wurde Kreißl bekannt. Er engagierte sich als Gewerkschaftsfunktionär vor allem für die Anliegen der Exekutiv-Beamten. Kreißl galt viele Jahre als enger Vertrauter des ehemaligen Wiener FPÖ-Chefs Hilmar Kabas.
Durch die sogenannte Spitzelaffäre um Josef Kleindienst war Kreißl in die Schlagzeilen geraten. Im September 2002 wurde Kreißl wegen Verrats von Amtsgeheimnissen zu einer Strafe von sechs Monaten verurteilt. Er soll einem Polizisten und Gewerkschafter den Termin für eine große Drogen-Razzia – der so genannten "Operation Spring" – mitgeteilt haben. Das Oberlandesgericht hob das Urteil jedoch wieder auf, der Prozess wurde neu aufgerollt und Kreißl im Februar 2004 freigesprochen. Er wurde am Baumgartner Friedhof bestattet.